# Історія Тернопільської області
Тернопільська область разом із Львівською та Івано-Франківською — частина історичної території Галичини. Цей західноукраїнський регіон внаслідок різних політичних подій, що призводили до поділу українських земель, знаходився у складі інших держав. Починаючи з XIV століття він перебував під владою Польщі, Литви (1349—1772), Австрії (1772—1918), Росії (1809—1815), Польщі (1918—1939), Радянського Союзу (1939—1991). З 1939 р. знаходилася у складі УРСР, з 1991 р. по теперішній час — держави Україна.

## Археологічні дослідження
Див. також Археологічні культури на території Тернопільської області
Археологічні дослідження на Тернопільщині розпочав 1876 р. А. Кіркор спільно з І. Козеброцьким, дослідивши біля с. Сапогів (нині Борщівського району) три поховання з матеріалом скіфської етнічної групи; згодом він розкопав скіфський курган поблизу села Іване-Пусте (нині Борщівського району). 1889—1892 рр. їх продовжив на території тогочасних Борщівського, Гусятинського та Заліщицького повітів Г. Оссовський, зокрема, розкопав трипільські об'єкти в печері Вертеба, де виявив мідний кинджал, багато керамічного матеріалу та інші предмети.
1906—1912 рр. біля с. Кошилівці (нині Заліщицького району) К.Гадачек досліджував трипільські поселення в урочищі Обоз, потім — поселення культури лійчастого посуду біля містечка Коропець (нині смт Монастириського району). Влітку 1914 р. печеру Вертеба досліджувала експедиція під керівництвом Я. Чекановського і виявила матеріали енеолітичної доби.
Невеликі археологічні дослідження на Тернопільщині напередодні 1-ї світової війни проводив В. Гребеняк.
1920—1930-ті роки — вагомий внесок в археологію краю зробили О. Кандиба (Ольжич) та О. Цинкаловський. Перший провів дослідження на півдні Тернопільщини, відкрив низку нових пам'яток, особливо детально вивчав печеру Вертеба, в якій відкрив 3 горизонти трипільської культури. О. Цинкаловський провів археологічні розвідки у волинській частині Тернопільщини, відкрив сотні археологічних пам'яток.
1931 р. Г. Цегак-Голубічова дослідила могильники черняхівської культури біля сіл Чагарі Збаразькі та Романове Село (нині Збаразького району).
Після 2-ї світ. війни археологічні дослідження на Тернопільщині проводили експедиції зі Львова, Києва, Кам'янця-Подільського, Москви, Ленінграда (нині Санкт-Петербург), якими керували В. Баран, Микола Бандрівський, О. Ганіна, Л. Крушельницька, Ю. Малєєв, І. Русанова, В. Савич, І. Свєшніков, Б. Тимощук та ін. Л. Крушельницька провела 1964—1966 рр. розкопки біля с. Звиняч Чортківського та с. Колодрібка Заліщицького районів.
1968 р. літописний Данилів досліджував П. Раппопорт. Тоді ж В. Савич розпочав вивчення стоянки Куличівка (розташована у межах сучасного Кременця), відкривши вперше на Тернопільщині наземні, опалювані вогнищами житлові споруди. О. Ганіна досліджувала скіфські поселення біля с. Залісся Борщівського району. 1980-ті рр. давньоруські городища-святилища вивчала І. Русанова; біля с. Крутилів Гусятинського району виявлений матеріал, що змінив традиційні погляди на вірування східних слов'ян. Б. Тимощук провів дослідження Теребовлі, остаточно локалізував «град» на Замковій горі. 1990-ті рр. могильник висоцької культури біля с. Петриків Тернопільського району дослідив Микола Бандрівський. Від середини 1960-х рр. розкопками могильника черняхівської культури в с. Чистилів Тернопільського району розпочато археологічні дослідження Тернопільського краєзнавчого музею; наприкінці 1980-х рр. розкопки вели археологи Ігор Ґерета, Олег Гаврилюк, Микола Левчук, В. Олійник, О. Ситник, Михайло  Сохацький, Богдан Строцень, Марія Ягодинська.
1973 р. Ігор Ґерета розпочав вивчення могильника в с. Чернелів-Руський Тернопільського району; до 2001 р. дослідив 315 поховань поморської і черняхівської культур та давньоруського часу. Серед відомих здобутків археолога виявлення князівського поховання зі срібними фібулами, бронзовими наконечниками стріл та пряжок, золотим ауреусом (монетою) римської імператриці Отацилли Севери (244—249). Від 1977 р. археологічні дослідження на Тернопільщині проводив О.Ситник. 1988—1989 рр. некрополі черняхівської культури в селах Острів і Романове Село вивчав Богдан Строцень; згодом він досліджував вельбаро-черняхівське поселення поблизу с. Кобилля Збаразького району. Давньоруські городища біля с. Старий Збараж і Теребовлі вивчала Марія Ягодинська. Ряд палеолітичних стоянок на Лановечинні досліджував Микола  Левчук. Від 1996 давньоруські городища в селах Борщівка Лановецького району, Старий Тараж Кременецького району, Васьківці й Антонівці Шумського району, Городище Зборівського району, Кровинка Теребовлянського району та Біла Тернопільського району досліджував Олег Гаврилюк. Олег Петровський обстежив ряд пам'яток археології на Бережанщині та Збаражчині.
Від 2000 р. в археологічних дослідженнях на Тернопільщині бере участь обласна комунальна інспекція охорони пам'яток історії та культури.

## Первісна доба
Тернопільщина — древній край поселень праслов'ян. Сліди існування людини на її території сягають доби раннього палеоліту (понад 100 000 років тому).

## Залізна доба
У цей час залізо добували здебільшого з болотяних руди так званим сиродутним способом, обробляли куванням. Застосування залізних знарядь підвищило продуктивність землеробства, сприяло розвитку та спеціалізації ремесел, що прискорило другий суспільний поділ праці — відокремлення ремесла від землеробства.
Багато продукції ставало товаром і було призначено для обміну та торгівлі. Розвиток землеробства, ремесла і торгівлі сприяв майновому та соціальному розшаруванню населення.
У Залізну добу на Тернопільщині проживали племена культури фракійського гальштату (Гава-Голігради) у Подністров'ї та висоцької культури на Волині. Відомі також окремі елементи культури кімерійців.
Скіфський час (7-5 ст. до н. е.) представлені пам'ятками західноподільської групи.
Зі сарматських пам'яток віднайдено 2 могильники (біля с. Буряківка та смт Товсте Заліщицького району). Наступні старожитності цього періоду пов'язані з готськими та давньослов'янськими племенами.

## Галицько-Волинське князівство
Наприкінці XI століття на території сучасної Тернопільщини виникли удільні князівства — Теребовлянське та Шумське, які пізніше об'єдналися і увійшли в Галицько-Волинське князівство. Міста Теребовля і Шумськ перетворилися на значні політичні, економічні та культурні центри. Росту сільських поселень, міст сприяли вигідне географічне розташування, сприятливі природні умови, родючі землі, зручні транспортні шляхи і водні артерії (ріки Дністер, Серет та інші). Широкого розвитку набувають ремесла і торгівля. Основними предметами торгівлі були хліб, худоба, мед, віск, риба, ремісничі вироби.

## Хмельниччина
На Тернопільщині

## Австрійський період
5 серпня 1772 р. в Санкт-Петербурзі між Габсбурзською та Російською імперіями і Прусським королівством була підписана таємна конвенція про поділ Речі Посполитої, за якою до Австрії переходила Галичина. Згідно з австрійсько-російською угодою від 18 вересня 1773 р. Габсбурги захопили також Збаражчину. Територія Тернопільщини на північ від лінії Білозірка — Москалівка — Верещаки — Шимківці — Колодне — Заруддя — Раковець — Бутин — Устячко — Башуки — Лопушне — Крутнів, включаючи ці населені пункти, залишалася за Річчю Посполитою, решта відійшла до Габсбурзської імперії.
Українські землі Буковини та Галичини, в тому числі сучасна Тернопільщина, крім нинішніх Кременецького, Лановецького, Шумського і частини Збаразького районів, територія яких належала до Росії) входили до Цислейтанії. Територія Галичини становила Галицьке намісництво з центром у Львові. Карпатська Україна (сучасна Закарпатська область) входила до Транслейтанії. За формою правління Австро-Угорщина була спадковою (владу її обмежувала конституція від 20 жовтня 1860) та дуалістичною (на основі угоди з Угорщиною від 21 листопада 1867) монархією. Прагнучи зберегти імперію, Габсбурги намагалися поглибити суперечності між її народами, давали певні пільги панівним верствам національних меншин.
Українці, які 1910 року становили 8 % населення Австро-Угорщини, були позбавлені багатьох політичних прав; їхнє представництво в австрійському парламенті (Райхсраті) та Галицькому сеймі залишалось обмеженим. Уряд передав управління Галицьким сеймом польським політичним колам. Національна мова і культура на українських землях зазнавали утисків; реакційні австрійські власті й польські шовіністичні кола не допускали відкриття українського університету у Львові. Під час 1-ї світової війни Австро-Угорщина виступила разом із Німеччиною, Болгарією та Туреччиною (Четверний союз) проти країн Антанти. 1914—1917 років одним із важливих театрів воєнних дій була Галичина, в тому числі Тернопільщина, що призвело до великої руйнації краю. В жовтні 1918 внаслідок поразки Четверного союзу у війні монархія Габсбурґів розпалася. На території колишньої Австро-Угорщини виникли незалежні держави: Австрія, Угорщина, Чехо-Словаччина; частина земель увійшла до Югославії, Румунії, Польщі.
Українці Галичини, Буковини і Закарпаття створили свою державу — Західно-Українську Народну Республіку в листопаді 1919 року. Після падіння влади гетьмана України Павла Скоропадського уряд Франції під керівництвом Жоржа Клемансо почав підтримувати Польщу, яка також ще при підтримці Антанти анексувала територію ЗУНР.

## Друга світова війна

### Німецька окупація 1941—1943
У часи німецько-нацистської окупації галицьку частину Тернопільської області (крайсгауптманшафт Тернопіль, крайсгауптманшафт Чортків, крайсгауптманшафт Бережани) було адміністративно підпорядковано дистрикту Галичина, волинська (Кременецький ґебіт) — ввійшла до складу райхскомісаріату Україна.

### Польський рух опору
На Тернопіллі в часи окупації діяла польська підпільна військова організація Армія Крайова. Створена в листопаді 1939 року на окупованій Німеччиною та СРСР території довоєнної Польщі. На західноукраїнських землях 1939—1941 років частини АК склали 3-є Львівське угрупування, до якого входив Тернопільський округ з 4-х інспекторатів (Тернопіль, Бережани, Золочів, Чортків); територія Кременецького повіту входила до Волинського округу. За польськими підрахунками, на кінець 1943 року в АК на Тернопільщині було близько 10 тис. осіб. Після приходу РА окремі підрозділи АК перейшли в підпорядкування радянської влади і стали основою «винищувальних батальйонів»; частина аківців вступила до Війська Польського, інших роззброїли війська НКВС і заарештували

### Виселення українців з Польщі до УРСР
За польськими даними, до серпня 1946 року з цієї території депортовано 482 тис. осіб в Україну, з них майже 100 тис. потрапили на Тернопільщину. Найбільші регіони розселення — нинішні Монастириський, Теребовлянський, Бережанський, Чортківський, Борщівський, Заліщицький, Підволочиський і Збаразький райони. Бажаючих добровільно залишати рідні землі було небагато. В українських селах створювалися загони самооборони. Депортація та насильницькі дії проти українців викликали закономірну протидію національно-патріотичних сил, зокрема ОУН і УПА. В цих умовах керівництво Польщі вирішило виселити українців з їх історичних земель. Другий етап депортації розпочався після того, як у с. Яблонне в бою з відділом УПА 28 березня 1947 року загинув заступник міністра оборони Польщі генерал К. Свєрчевський. Того ж дня на засіданні політ-бюро ЦК Польської об'єднаної робітничої партії було прийнято рішення про загальну депортацію українського населення на нові північно-західні землі, що були подаровані Польщі після Другої світової війни. Ця акція отримала назву «Вісла». Через місяць польські війська розпочали зачистку території Закерзоння від українців. За польськими даними, всього було виселено 140575 осіб. Під час акції «Вісла» на територію України людей не виселяли. 9 серпня 1990 року Сенат Польщі прийняв ухвалу, якою засудив акцію «Вісла».

## Радянський період

### Антирелігійний терор
На Тернопільщині 1945 р. було 254 костьоли, а після виселення поляків 1 квітня 1946 р. діяли лише 23 діючі костьоли, було 16 священників. 1958 р. в області залишилося 8 діючих костьолів: у селах Галущинці Підволочиського району, Королівка, Лосяч Борщівського району, Ридодуби та хутір Хом'яківка (нині с. Косів) Чортківського району, смт Підволочиськ, містах Борщів і Кременець, які обслуговували оо. Ю. Адамчик, С. Вичисаний, Я. Мацищин, Б. Мерецький, К. Фейшакер. Діяли нелегально не зареєстровані офіційною владою або зняті з реєстрації костели в селах Дорофіївка, Полупанівка, Старий Скалат Підволочиського району, Семаківці Чортківського району, смт Шумське (нині м. Шумськ), містах Збараж, Скалат і Тернопіль, які підпільно обслуговували згадані священики. Наприкінці 1980-х рр. на Тернопільщині легально діяли тільки 3 костьоли: в Борщеві, Кременці та Галущинцях, парохами яких були оо. М. Трофим'як (нині Луцький єпископ-ординарій) і Б. Мерецький. Антирелігійний терор у всій повноті відбився й на УГКЦ, яку радянська влада на Львівському псевдособорі 10 березня 1946 р. заборонила. 1943 р. УГКЦ мала 4488 церков, 203 монастирі, богословську академію та 5 духовних семінарій, 2987 священників, 1610 монахів і монахинь. 11 квітня 1945 р. органи НКВС заарештували й ув'язнили єпископат УГКЦ на чолі із митрополитом Йосифом (Сліпим); не всі з них повернулися з ув'язнення живими. Така ж доля спіткала біле духовенство та чернецтво церкви — близько 500 із них було заарештовано і заслано в концтабори. Храми УГКЦ були передані РПЦ, яка за сприяння партійно-державної влади у традиційно греко-католицькій Галичині насаджувала московське православ'я. У травні 1945 р. на Тернопільщині УГКЦ нараховувавла вже 336 священників і 529 храмів; 227 священників перейшло в РПЦ, решта була ув'язнена чи діяла в підпіллі. Наприкінці 1946 р. влада закрила в області всі монастирі УГКЦ — 8 чоловічих і 4 жіночих та 18 домів-осідків. Антирелігійний терор не був милостивим і до Свідків Єгови. На Тернопільщині наприкінці 1950-х рр. діяло нелегально 77 їх громад загальною кількістю понад 700 віруючих у 97 населених пунктах. Чисельність Свідків Єгови в наступні роки не зменшувалася, хоча за розповсюдження релігійної літератури та місіонерську діяльність десятки з них були засуджені. Антирелігійний терор торкнувся також баптистів та адвентистів. Загалом, проведення антирелігійного терору, викорінення «релігійних пережитків», обмеження діяльності релігійних організацій і віруючих, експерименти з масової атеїзації населення не дали для партійно-радянської влади бажаних результатів, а навпаки, стали однією з причин краху більшовицької ідеології та СРСР.

## Незалежність

### 1990-ті-2004
Із проголошенням незалежності України відбувається масове перейменування підприємств, організацій та установ, названих на честь комуністичних діячів та подій. У деяких колгоспах старі назви замінили новини — на честь Михайла Грушевського, князя Данила Галицького та Нестора Морозенка. Через це на весні 1992 року Тернопільська обласна рада звернулась до селян із закликом до вибору милозвучної нової назви.

### Помаранчева революція
На Тернопільщині акції протесту розпочалися 22 листопада в обласному центрі блокуванням залізничної колії, мітингами на Театральному майдані та в усіх райцентрах, містах, селищах, селах.
Виборчий штаб Віктора Ющенка очолював народний депутат України Іван Стойко. Тернопільська обласна і міська ради прийняли рішення про визнання Віктора Ющенка Президентом України, а також «Про недовіру ЦВК», «Про політичний страйк у Тернополі».
За результатами виборів 26 грудня переміг В. Ющенко, за якого проголосувало в Тернопільській області 731215 голосів (96,03 % — найвищий показник серед областей України), за В. Януковича проголосувало 20589 (2,7 % — найменше в Україні). За В. Ющенка проголосували: у м. Тернопіль — 128958 осіб (92,9 %), районах: Бережанському — 30106 (97,3 %), Борщівському — 48862 (96,6 %), Бучацькому — 43506 (98,1 %), Гусятинському — 46554 (97,4 %), Заліщицькому — 35497 (97,7 %), Збаразькому — 38863 (94,6 %), Зборівському — 31949 (98,4 %), Козівському — 27840 (98,4 %), Кременецькому — 43253 (91,6 %), Лановецькому — 20905 (95 %), Монастириському — 22965 (97,9 %), Підволочиському — 31203 (97,4 %), Підгаєцькому — 13880 — (98,6 %), Теребовлянському — 48515 (98,3 %), Тернопільському — 41947 (98,2 %), Чортківському — 51663 (96,6 %), Шумському — 22868 (93,6 %).

### Євромайдан

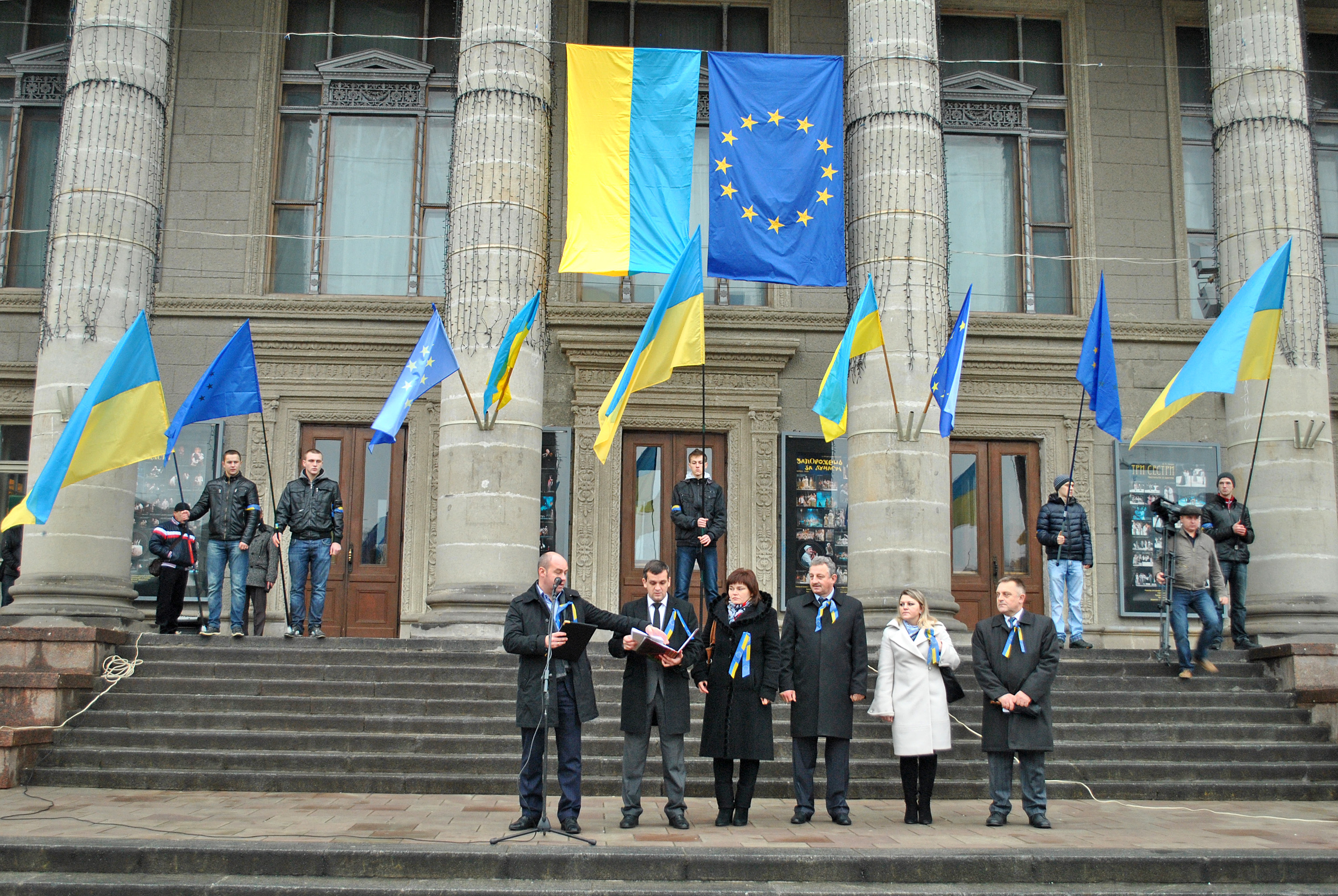
Євромайдан у Тернополі

Євромайдан у Тернопільській області і Тернополі зокрема був одним із найчисельніших та найактивніших на Західній Україні. Десятки тисяч тернопільців збиралися на велелюдні віча як у обласному центрі, так і в районних центрах, містах і селах краю. Тисячі тернопільців були активними учасниками протестів у столиці. Під час протистоянь 18–20 лютого 2014 року серед загиблих були й активісти з Тернопільської області.

## Історія Тернопільщини в народній творчості, мистецтві та художній літературі
Шаблон:Розділ-розширити